# ГКС (хокейний клуб, Катовиці)
ГКС (пол. GKS Katowice) — хокейний клуб з м. Катовиць, Польща. Заснований у 1920 році. Виступає у чемпіонаті I ліги. Домашні ігри команда проводить на льодовій арені «Сателіта» (11,500). Офіційні кольори клубу чорний, зелений і жовтий.
Чемпіон Польщі (1958, 1960, 1962, 1965, 1968, 1970, 2022, 2023), срібний призер (1956, 1957, 1959, 1961, 1967, 1969, 2001, 2002, 2003, 2018, 2024, 2025), бронзовий призер (1955, 1963, 1966, 1975, 1995, 1997, 1998). Володар Кубка Польщі (1971), фіналіст (2001).
Найсильніші гравці різних років: 
- воротарі: А. Ткач, Г. Бук;
- захисники: С. Фризлевич, Анджей Щепанець, Генрик Грут, В. Пулка, Л. Синовець;
- нападаники: М. Павельчик, Сильвестер Вільчек, Анджей Гахула, Анджей Фонфара, К. Фонфара, Веслав Токаж, В. Йобчик, Анджей Малисяк, А. Возницький, Я. Вельгус.

Успішно працювали у клубі тренери К. Малисяк, Станіслав Конопасек і В. Бистров.